# Établissement correctionnel d'El Dorado
El Dorado Correctional Facility
L'établissement correctionnel d'El Dorado (en anglais : El Dorado Correctional Facility et en abrégé EDCF) est une prison à sécurité maximale américaine située à l'est de la ville d'El Dorado, dans le township de Prospect, dans le comté de Butler, au Kansas.
L'établissement est le siège de l'unité de réception et de diagnostic (en anglais : Reception and Diagnostic Unit ou RDU) du Département des services correctionnels du Kansas (en), qui oriente chaque détenu de sexe masculin lorsqu'il est placé en détention. Le RDU aide à déterminer le niveau de détention du détenu, sa classification en matière de santé mentale et ses besoins en matière de programmes éducatifs avant qu'il ne soit affecté dans un établissement.

## Histoire
L'établissement correctionnel d'El Dorado est construit en 1991 en réponse à une injonction fédérale visant à réduire la surpopulation dans les deux autres prisons à sécurité maximale de l'État. L'établissement est agrandi en 2001 avec la construction deux deux nouveaux quartiers cellulaires pour la population générale. L’installation devrait s’agrandir à l’avenir[réf. nécessaire].
Ces dernières années, l’État du Kansas a envisagé de déplacer les exécutions de l'établissement correctionnel de Lansing (en) vers l'établissement correctionnel d’El Dorado.

## Description
L'établissement dispose de deux quartiers cellulaires pour la population générale et d'un dortoir à sécurité moyenne. Deux unités de sécurité minimale, anciennement dénommé « camps d'honneur », lui étaient en outre administrativement rattachées. L'une est située à El Dorado et l'autre à Toronto, au Kansas. En 2009, l'État du Kansas annonce la fermetures de ces deux unités de sécurité minimale, en raison de contraintes budgétaires. En 2015, les unités de sécurité moyenne et minimale d’Oswego sont administrativement rattachés à de l'établissement[réf. nécessaire].
L'établissement correctionnel d'El Dorado est également le lieu où se trouve de facto le couloir de la mort de l'État du Kansas. Les détenus condamnés à mort sont placés en isolement administratif (surnommé « AdSeg »). L'État compte actuellement neuf détenus dans le couloir de la mort (en). Les exécutions ont toutefois lieu à l'établissement correctionnel de Lansing (en) (LCF), situé à Lansing. L'État du Kansas n'a pas procédé à une seule exécution depuis le 22 juin 1965, date à laquelle les tueurs en série George York et James Latham (en) y ont été exécutés par pendaison[réf. nécessaire].

## Détenus notables
| Nom du détenu | Numéro de registre | Statut                                                                                          | Détails |
| ------------- | ------------------ | ----------------------------------------------------------------------------------------------- | --- |
| Denis Rader   | 0083707            | Il purge 10 peines d'emprisonnement à perpétuité sans possibilité de libération conditionnelle. | Tueur en série également connu sous le nom de « BTK Killer » qui a assassiné 10 personnes entre 1974 et 1991,. |

- Reginald et Jonathan Carr (en) : deux frères reconnus coupables du meurtre de cinq personnes lors d'une série de crimes surnommés le « massacre de Wichita (en) » en décembre 2000 et condamnés à mort. Leurs condamnations à mort ont été annulées puis rétablies.
- Richard Grissom (en) : tueur en série condamné pour avoir assassiné trois femmes en 1989. Leurs corps n’ont jamais été retrouvés.
- Martin Priest (en) : meurtrier condamné et possible tueur en série.
- John Edward Robinson (en) : tueur en série , escroc, détourneur de fonds, kidnappeur et faussaire reconnu coupable en 2003 de trois meurtres et condamné à mort pour deux d'entre eux. Il a par la suite admis sa responsabilité dans cinq autres homicides, et les enquêteurs craignent qu'il y ait d'autres victimes non découvertes. Parce qu'il a pris contact avec la plupart de ses victimes après 1993 via des forums de discussion en ligne, il est parfois qualifié de « premier tueur en série d'Internet ».

## Anciens détenus
| Nom du détenu                 | Statut                                        | Détails |
| ----------------------------- | --------------------------------------------- | --- |
| Frazier Glenn Miller Jr. (en) | Condamné à mort en 2015,. Décédé en mai 2021. | Suprémaciste blanc américain qui a commis la fusillade du centre communautaire juif d'Overland Park en 2014, au cours de laquelle il a tué trois personnes,. |

## Événements notables
La première évasion de l’histoire de l’établissement survient le 28 octobre 2007. Les détenus Jesse Bell et Steven Ford parviennent à s'évader avec l'aide de l'ancienne surveillantes pénitentiaire nommée Amber Goff. Les trois individus sont appréhendés à Grants, au Nouveau-Mexique, moins de trois jours plus tard. Bell et Ford sont arrêtés dans le parking d'un complexe d'appartements. Goff a été retrouvée endormie sur le siège conducteur d'une voiture garée dans l'allée d'une maison vacante des Grants à proximité ; une arme de poing volée a été retrouvée sous un journal à côté d'elle.